# جامع فتاح باشا
مسجد فتاح باشا من مساجد بغداد القديمة في منطقة الكاظمية، والذي بناه فتاح باشا بن سليمان بالجوار من معملهِ، عام 1362هـ/1943م،  وتوجد في الجدار بينه وبين المعمل باب صغير لدخول العمال لأداء الصلاة، ويتميز المسجد بطرازهِ المعماري وبالفن الإسلامي في بناءهِ، وتبلغ مساحته 800 م2 تقريباً، ويتسع لأكثر من 500 مصل، ولكنهُ أغلق بعد الأحداث الطائفية التي جرت بعد تفجير ضريح العسكريين 2006، وتم افتتاحه من قبل ديوان الوقف السني في العراق عام 2012م، وحالياً لا يتجاوز عدد المصلين فيه أكثر من 30 مصل، ومقابل حرم الجامع طارمة مربعة تتخللها أعمدة مبنية بالطابوق ومكسوة بالكاشي الكربلائي الأزرق، وفوق الطارمة قبة مدورة الشكل ليست بالعالية، وبجوارها من جهة الشرق منارة ذات حوض لا يتجاوز ارتفاعها عن 20 متراً وكلاهما من الطابوق المنجور المطعم بالكاشي الكربلائي وعلى حوض المنارة كتب آيات متعددة من القرآن.
وقد كتب على واجهة الطارمة من جهاتها الثلاث الآيات القرآنية بالكاشاني الأزرق الملون (إنما يعمر مساجد الله من آمن بالله واليوم الآخر إلى قوله (خالدين فيها أبداً ان الله عنده أجر عظيم)، سورة التوبة آية (18 -22)، ويقع باب الحرم وسط الطارمة وهو مستطيل الشكل تعلوهُ قبة ليست بالكبيرة ولا المرتفعة وقد كتب على حزام القبة من الداخل آية الكرسي والآيتان التي تليها، وبالجهة الشرقية من ساحة الجامع يوجد مكان للوضوء، ويطل الجامع على الطريق القديم الواصل بين مدينتي الأعظمية والكاظمية، قرب نهر دجلة.
وفي داخل ساحة الجامع يوجد مقبرة لعائلة فتاح باشا، وهي معزولة عن مبنى الجامع عبر حديقة، وعلى أحد القبور شاهد كتب عليهِ«قبر المرحومة أمينة فتاح باشا المتوفاة في 30 حزيران 1973م»، وبجوارهِ قبرين لأبنيها سعد وجهاد شاكر فهمي، وبجوار القبرين غرفة فيها أيضاً ثلاثة قبور في الوسط قبر فتاح باشا بن سليمان، وعن يمينهِ قبر زوجته (هيبت بنت عبد الكريم بن سلطان حموده) وعن يسارهِ قبر أبنه سليمان، وآخر شخص دفن في المقبرة هو عماد بن جهاد شاكر فهمي وهو حفيد أمينة فتاح باشا، وذلك في أواخر عام 2009م.